# Малый Ржевский переулок
Ма́лый Рже́вский переу́лок (в 1960—1993 годах — часть у́лицы Палиашви́ли) — улица в центре Москвы в районе Арбат и Пресненском районе между Поварской улицей и Столовым переулком. Здесь было расположено посольство Грузии (сейчас в этом здании находится секция интересов Грузии посольства Швейцарии в России).

## Происхождение названия

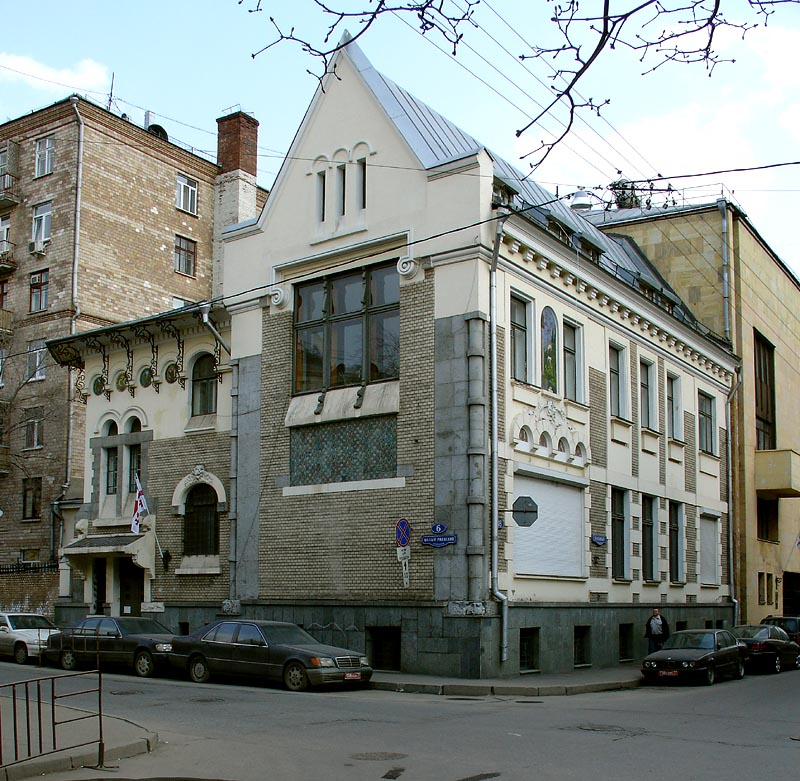
Дом 6. Угол Малого Ржевского и Хлебного переулков. Особняк Соловьёва, 2007 г.

Название Малого и Большого Ржевских переулков возникло в XVIII веке по церкви Ржевской иконы Божьей Матери (известна с 1625 года, ныне не существует) и Ржевской податной слободе XVII века, названной по этой церкви. По другой версии переулки получили название по фамилии местного домовладельца капитана Фёдора Ржевского.
В 1960—1993 годах вместе с нынешним Ножовым переулком назывался улицей Палиашвили в память о грузинском композиторе З. П. Палиашвили в связи с тем, что здесь находилось представительство Грузинской ССР (ныне секция интересов Грузии посольства Швейцарии в России).

## Описание

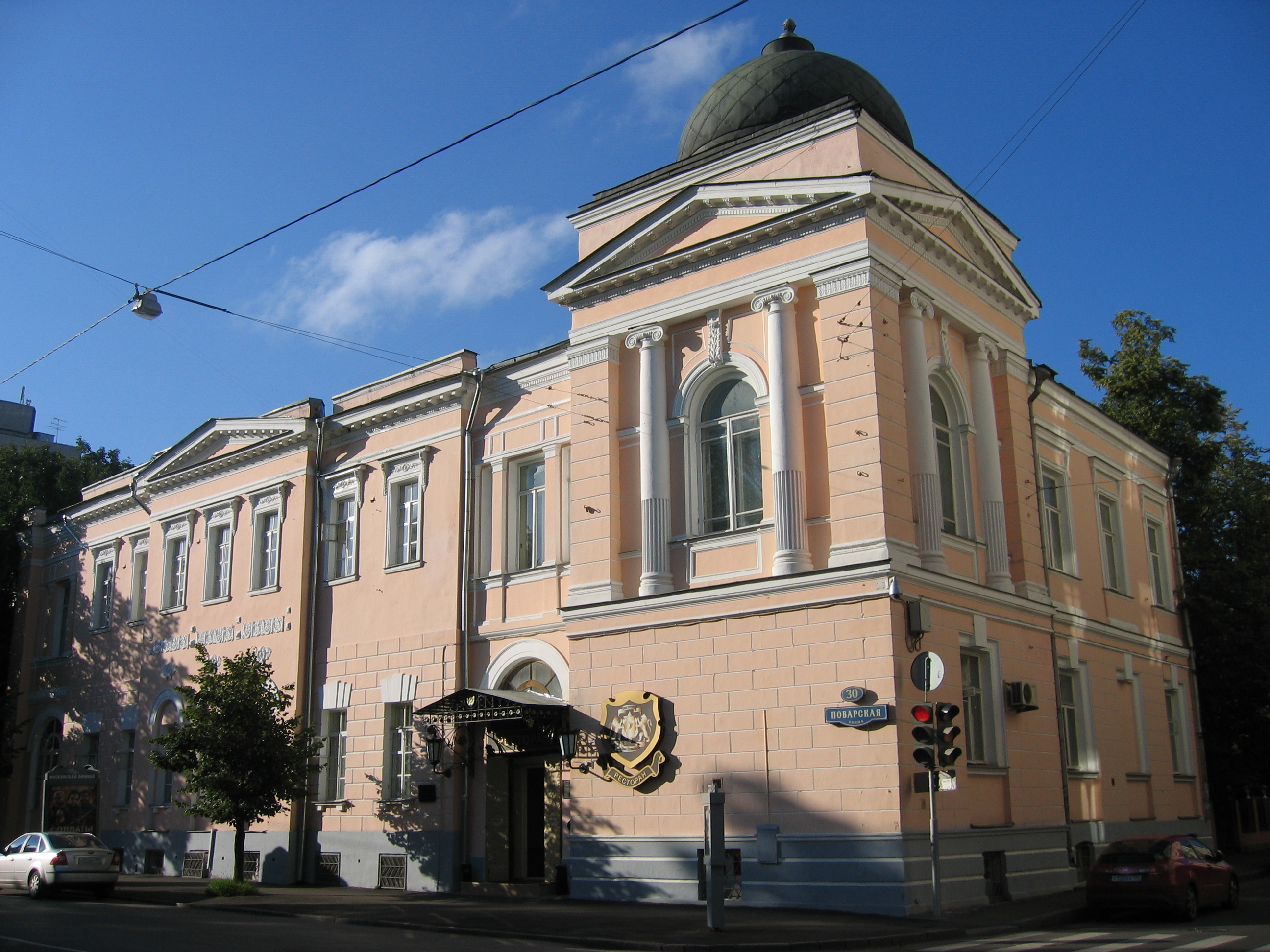
Угол Малого Ржевского и Поварской улицы. Российская академия музыки имени Гнесиных, 2008 г.

Малый Ржевский переулок начинается от Поварской улицы напротив Большого Ржевского, проходит на северо-восток, пересекает Хлебный, Скатертный и Столовый переулки, далее продолжается как Ножовый.

## Примечательные здания и сооружения
* по нечётной стороне:
- № 1 — Большой концертный зал Российской академии музыки им. Гнесиных. Перед зданием установлен памятник Е. Ф. Гнесиной (2004, скульпторы А. Н. Бурганов, И. А. Бурганов, архитектор Е. Г. Розанов)[1].

* по чётной стороне:
- № 4/21 — особняк М. А. Тарасова (1909—1910, архитекторы К. А. Грейнерт, М. Ф. Гейслер)
- № 6/13 — особняк С. У. Соловьёва (1902—1903, архитектор С. У. Соловьёв), сейчас — секция интересов Грузии посольства Швейцарии в России.